# Elysian Gates
 (septembre 2023).
Elysian Gates est un groupe germano-luxembourgeois de heavy metal, originaire d'Eischen, dans la commune de Habscht. 

## Histoire
Le groupe est formé à l'été 2010 à Eischen et son style musical est catégorisé metal symphonique et rock progressif. Ses chansons sont en anglais, luxembourgeois et italien. Le groupe est populaire sur la scène musicale metal luxembourgeoise. La chanson Seven Angels atteint la première place des charts rock luxembourgeois iTunes en août 2014.
En 2013, ils sortent leur premier album studio, Destination Unknown. Ils jouent dans les festivals Food for Your Senses la même année, et au Rock um Knuedler en 2015. Les membres actuels (depuis 2015-2016) sont Noémie Leer (chant), Sue Scarano (guitare), Guy Christen (guitare), Kim Sosson (basse), Thierry Sadler (claviers) et Christian Praus (batterie). En 2016, ils sortent leur deuxième album studio, Crossroads,,,.
En 2023, ils sortent leur album Beyond the Gates en indépendant.

## Discographie

### Albums studio
- 2013 : Destination Unknown
- 2016 : Crossroads
- 2023 : Beyond the Gates

### Singles
- 2013 : Looss mëch Kand sinn
- 2014 : Northern Winds
- 2016 : Crossroads